# Banc Prince of Wales
Le banc Prince Consort (en anglais Prince of Wales Bank, en vietnamien Bãi Phúc Tần, en mandarin Guǎngyǎ tān (en sinogrammes 广雅滩)), est un groupe de récifs corallliens immergés au sud-ouest des îles Spratleys en mer de Chine méridionale,,.

## Géographie
Le banc Prince of Wales est un groupe de récifs coralliens immergé situé au sud-ouest de la mer de Chine méridionale, à 200 milles marins au sud-est du Viêt Nam continental, à 14 milles marins au nord du banc Grainger et à seulement 4 milles marins au nord-ouest du banc Alexandra,.
Le récif mesure 20 km de long le long de l’axe nord-est-sud-ouest et 13 km de large le long de l’axe nord-ouest-sud-est. La superficie de la surface récifale observée est de 37 km2, la zone maritime est de 137 km2.  La partie la moins profonde de cette plage se situe à l'ouest, avec une profondeur de 7,3 mètres,.

## Infrastructures

### Plateformes
Le Viêt Nam a érigé quatre structures en acier appelées plateformes DK1. « DK » est l'abréviation initiale de Dịch vụ - Khoa học kỹ thuật (en français « Service - Science et Technologie »), tandis que le chiffre « 1 » fait référence aux plateformes situées dans le cercle le plus extérieur, le plus éloigné du continent. Bien que situés sur des hauts-fonds différents, les rigs sont tous appelés rigs Phúc Tần. 
Les structures en acier ont été installées en 1989. Plus tard, le modèle de maison de forage a été repensé, plus spacieux et plus robuste, avec une structure continue suivant le modèle d'une plateforme de forage en eau profonde.
Il existe actuellement quatre plateformes en activité :
- Plateforme DK1/2 (Maison de forage Phúc Tần A) : achevée le 18 août 1993 ;
- Plateforme DK1/16 (Maison de forage Phúc Tần B) : achevée le 20 août 1996 ;
- Plateforme DK1/17 (Maison de forage Phúc Tần C) : achevée le 23 août 1996 ;
- Plateforme DK1/18 (Maison de forage Phúc Tần D) : achevée le 13 avril 1997, c'est là que se trouve le phare du banc Prince of Wales.

Actuellement, ces plateformes sont contrôlées par les soldats de la garnison appartenant au bataillon DK1, initialement sous la brigade 171 du commandement de la région 2 de la Marine populaire vietnamienne, puis sous le commandement de la région navale 2.
Dans le passé, la première plateforme était la plateforme DK1/3 (Maison de forage Phúc Tần), achevée le 15 juin 1989, mais détruite par une tempête dans la nuit du 4 décembre 1990, causant la mort de trois officiers et de soldats.

### Phare
Le phare du banc Prince of Wales a été achevé avant 1994, la hauteur de la tour est de 23,4 mètres et sa portée effective est de 10 milles marins le jour et de 12 milles marins la nuit. Lumière blanche clignotant toutes les 5 secondes,,.

## Revendications

### Contenu des revendications

#### Viêt Nam
Administrativement, le banc Prince of Wales est sous l'administration du Viêt Nam au sein de la province de Bà Rịa-Vũng Tàu.
Le Viêt Nam estime que, sur la base de l'article 60 de la Convention des Nations unies sur le droit de la mer de 1982 (CNUDM 1982), les réglementations sur les îles artificielles, les équipements et les structures dans la zone économique exclusive et les réglementations de l'article 80 sur les îles, les îles artificielles, les installations et structures sur le plateau continental, le Viêt Nam a le droit exclusif de construire, d'autoriser et de réglementer la construction, l'exploitation et l'utilisation d'îles artificielles, d'installations et de structures utilisées aux fins envisagées à l'article 56 de la CNUDM 1982 ou à d'autres fins économiques dans la zone économique exclusive et le plateau continental. Le Viêt Nam a déclaré qu’il n’avait pas intentionnellement transformé les récifs de son plateau continental sud [y compris le banc Prince of Wales] en îles émergées et qu’il ne les avait pas attribués à l’archipel des îles Spratleys, et a rejeté cette attribution.

#### Chine
La république populaire de Chine et Taïwan estiment que le banc Prince Consort appartient à l'archipel des îles Nansha, et considère en même temps l'archipel de Nansha comme faisant partie du territoire indivisible de la Chine.
En 1935, la république de Chine a publié « Contraste des noms chinois-anglais des îles de la mer de Chine méridionale de Chine », qui a translittéré le nom anglais Prince of Wales Bank en chinois par 比鄰教畏灘 (Bìlín jiào wèi tān). En 1947, le ministère de l'Intérieur de la république de Chine a changé le nom chinois de cette plage en 廣雅灘 (Guǎngyǎ tān, récif Guǎngyǎ). Le nom Guǎngyǎ tān est continuellement reconnu et utilisé par la république populaire de Chine depuis 1983.

### Droit public international
- Contrairement aux îles, les entités submergées ne peuvent pas revendiquer individuellement leur souveraineté, à moins qu'il ne puisse être prouvé qu'elles se trouvent dans les eaux historiques ou dans la zone économique exclusive de l'île.
- Le plateau continental ne fait pas partie du territoire national, en d'autres termes, les États côtiers n'ont pas de souveraineté sur le plateau continental. Selon l'article 77 de la CNUDM de 1982, les États côtiers n'exercent des droits souverains qu'en termes d'exploration et d'exploitation de leurs ressources naturelles. L'exercice de droits souverains par un État côtier ne doit pas causer de dommages à la navigation ou à d'autres droits et libertés d'autres États reconnus par la CNUDM. Selon l'article 79 de la CNUDM 1982, d'autres pays ont le droit d'installer des câbles et des pipelines sous-marins sur le plateau continental mais nécessitent l'accord de l'État côtier.